# Judith Barsi
Judith Barsi (6. juni 1978 - 25. juli 1988) var en amerikansk barneskuespillerinde. Hun blev mest  kendt for sin stemmerolle som Ducki i Landet for længe siden. Den 25 juli 1988   myrdede hendes far både hende og hendes mor ved at skyde dem mens de sov. Derefter hældte han benzin på deres lig og brændte dem, hvorefter han begik  selvmord.[kilde mangler]